# Julio César Salazar
Julio César Salazar Enríquez (ur. 8 lipca 1993 w Chihuahua) – meksykański lekkoatleta specjalizujący się w chodzie sportowym.
Dziewiąty chodziarz mistrzostw świata juniorów młodszych (2011). W 2014 zdobył srebrny medal mistrzostw Ameryki Środkowej i Karaibów, a rok później zajął 6. miejsce na czempionacie ibero-amerykańskim. Czwarty zawodnik igrzysk panamerykańskich (2015). W tym samym roku zajął 31. miejsce podczas mistrzostw świata w Pekinie.
Rekordy życiowe: chód na 20 kilometrów – 1:20:24 (9 kwietnia 2016, Podiebrady).

## Osiągnięcia
| Rok  | Impreza                                  | Miejsce         | Konkurencja              | Pozycja     | Wynik      |
| ---- | ---------------------------------------- | --------------- | ------------------------ | ----------- | ---------- |
| 2009 | Mistrzostwa świata juniorów młodszych    | Lille Metropole | chód na 10 000 m         | 9. miejsce  | 44:07,03   |
| 2010 | Puchar świata w chodzie sportowym        | Chihuahua       | chód na 10 km (juniorzy) | 14. miejsce | 46:23      |
| 2013 | Mistrzostwa Ameryki Środkowej i Karaibów | Morelia         | chód na 20 km            | 2. miejsce  | 1:29:51    |
| 2014 | Mistrzostwa ibero-amerykańskie           | São Paulo       | chód na 20 000 m         | 6. miejsce  | 1:26:01,16 |
| 2014 | Puchar świata w chodzie sportowym        | Taicang         | chód na 20 km            | 31. miejsce | 1:21:58    |
| 2015 | Igrzyska panamerykańskie                 | Toronto         | chód na 20 km            | 4. miejsce  | 1:25:11    |
| 2015 | Mistrzostwa świata                       | Pekin           | chód na 20 km            | 31. miejsce | 1:24:58    |
| 2016 | Igrzyska olimpijskie                     | Rio de Janeiro  | chód na 20 km            | 52. miejsce | 1:27:38    |
| 2019 | Mistrzostwa świata                       | Doha            | chód na 20 km            | 20. miejsce | 1:33:02    |
| 2022 | Mistrzostwa świata                       | Eugene          | chód na 20 km            | 25. miejsce | 1:25:16    |